# Cerámica tartesia

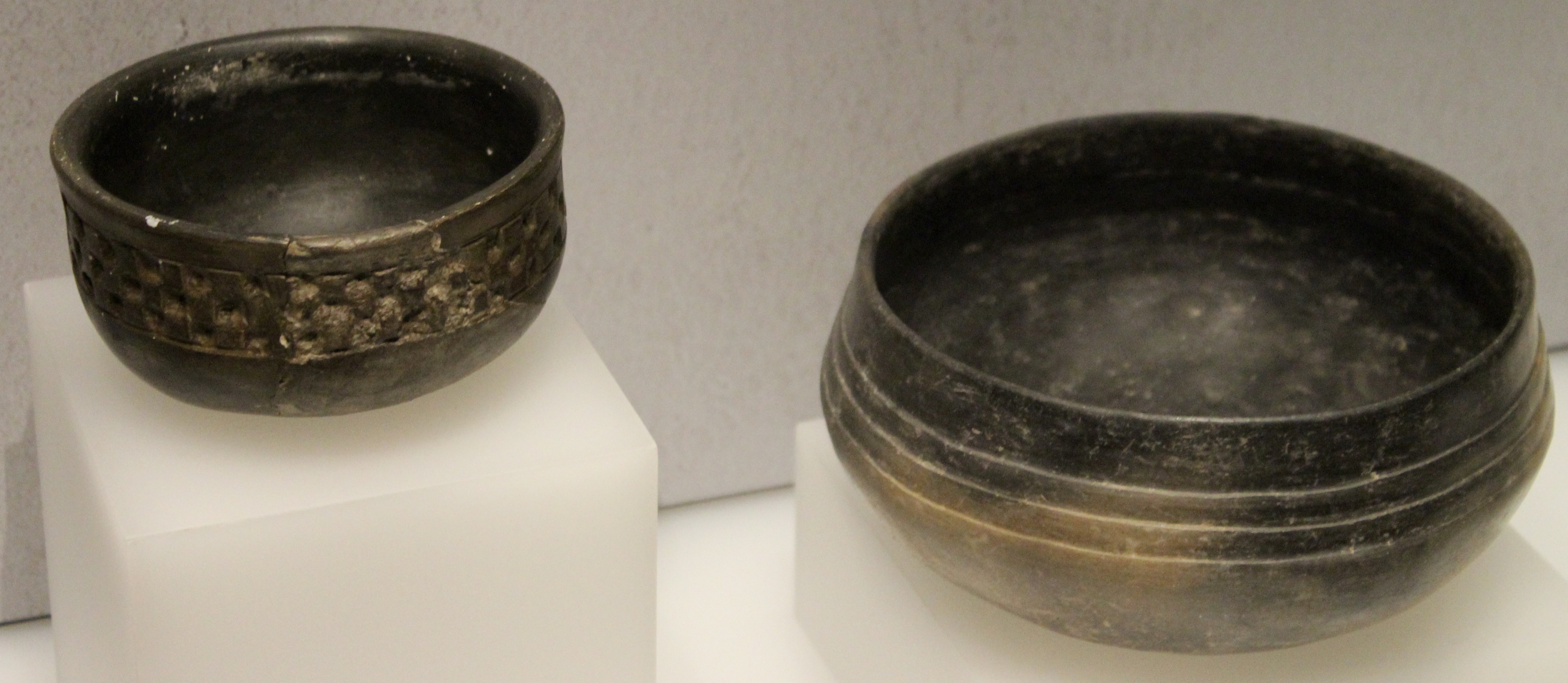
Cerámica tartesia en el Museo Arqueológico Nacional de España.

Cerámica tartesia (o tartésica) es la producida en la Antigüedad por los pobladores de Tartessos (sobre todo en el sector occidental de Andalucía y sur de Extremadura). Aparece entre el Bronce Final (1100-750 a. C.) y el orientalizante (750-500 a. C.). Se diferencian dos fases, una primera de cerámica hecha a mano, con dos grandes períodos: el de piezas bruñidas con decoración de retícula, anterior a la colonización fenicia, y el de decoración pintada tipo Carambolo, en ambas son característicos los motivos geométricos; y una segunda fase usando ya el torno rápido, con piezas de cerámica gris monocroma o ‘gris orientalizante’.

## Evolución y características

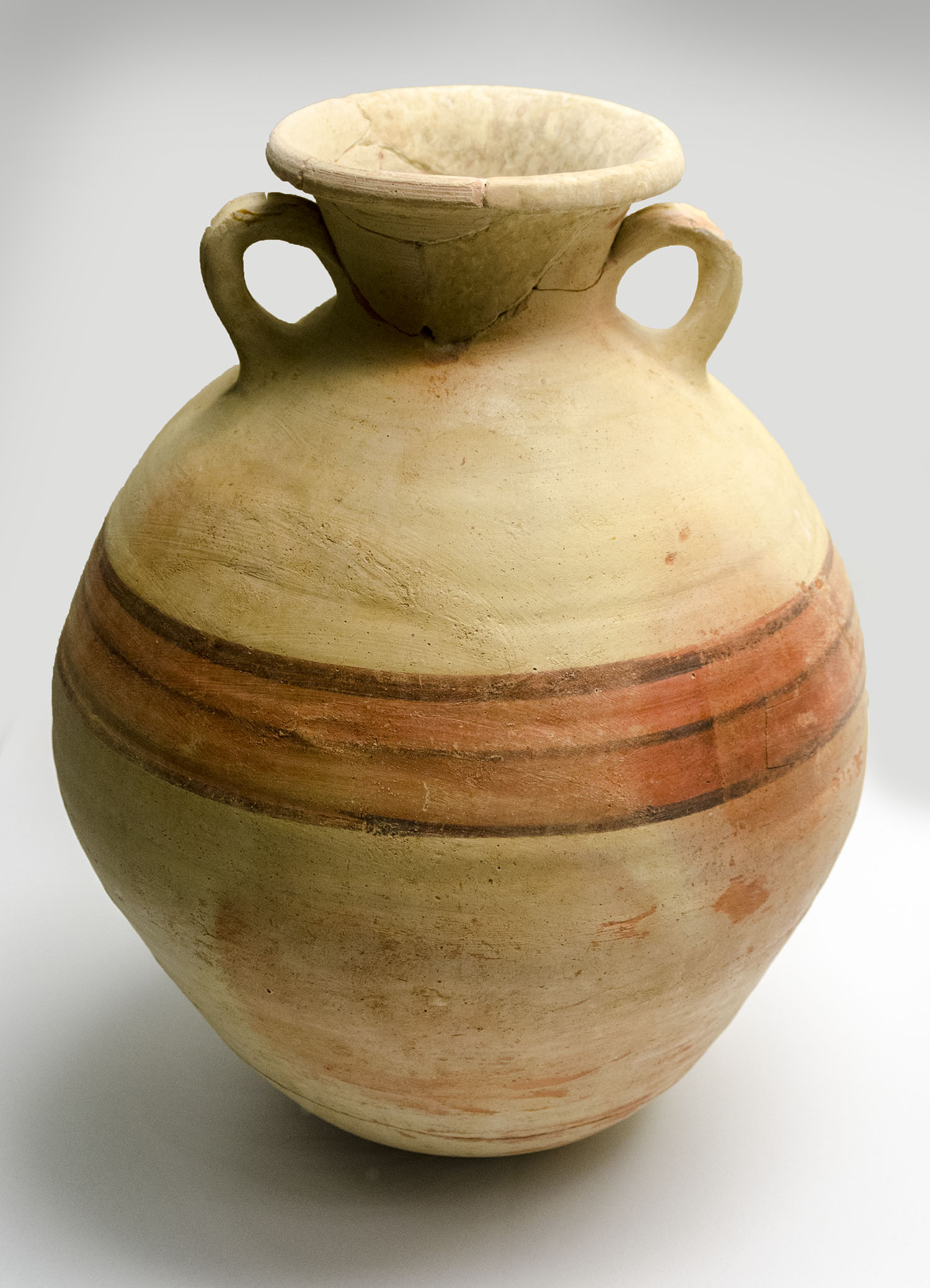
Vasija («pithos») hallada en Gades y datada en el siglo vi a. C.

Unida al desarrollo del pueblo de Tartessos y su cultura, podría documentarse la actividad alfarera hecha a mano, desde el inicio del Bronce Final tartésico, en piezas lisas, espatuladas, bruñidas o decoradas, coexistiendo con la cerámica de importación oriental, fabricada con torno rápido, de pequeño tamaño y alta calidad, que pronto fueron imitadas por los alfareros tartesios. Diversos estudios señalan la clara influencia del modelo geométrico griego.
En su producción más evolucionada –y ya con la intervención del torno–, algunos repertorios describen piezas hechas «con una pasta de arcilla homogénea con abundantes desgrasantes, principalmente de granitos de cuarzo». Suelen ser de color rojizo claro o anaranjado (tono que delata haber sido cocida en un ambiente oxidante, es decir, cuando se estaba cociendo se dejó que la cochura se ventilara). La superficie externa de las vasijas aparece, asimismo, espatulada a excepción de zonas del «cuello, asas, zona superior de la panza y zona cercana a la base», que solo fueron alisadas. La decoración característica son «tres bandas pintadas en color rojo de unos 2,s cm de ancho en la panza» (cuyo colorido se ha perdido o difuminado). A veces se perciben restos de pintura roja «en el interior del cuello y la parte superior del borde», lo que sugiere la posibilidad de decoraciones más historiadas. También se supone el uso funerario, copiando la costumbre púnica de guardar cenizas familiares en recipientes como las ánforas o el «pithos».

## Museología
La cerámica tartesia está ampliamente representada en instituciones como el Museo de Cádiz, el Museo de Carmona, el Museo Arqueológico de Sevilla y el Museo Arqueológico Nacional de Madrid, entre otras instalaciones museísticas y recintos arqueológicos del sur de la península ibérica.

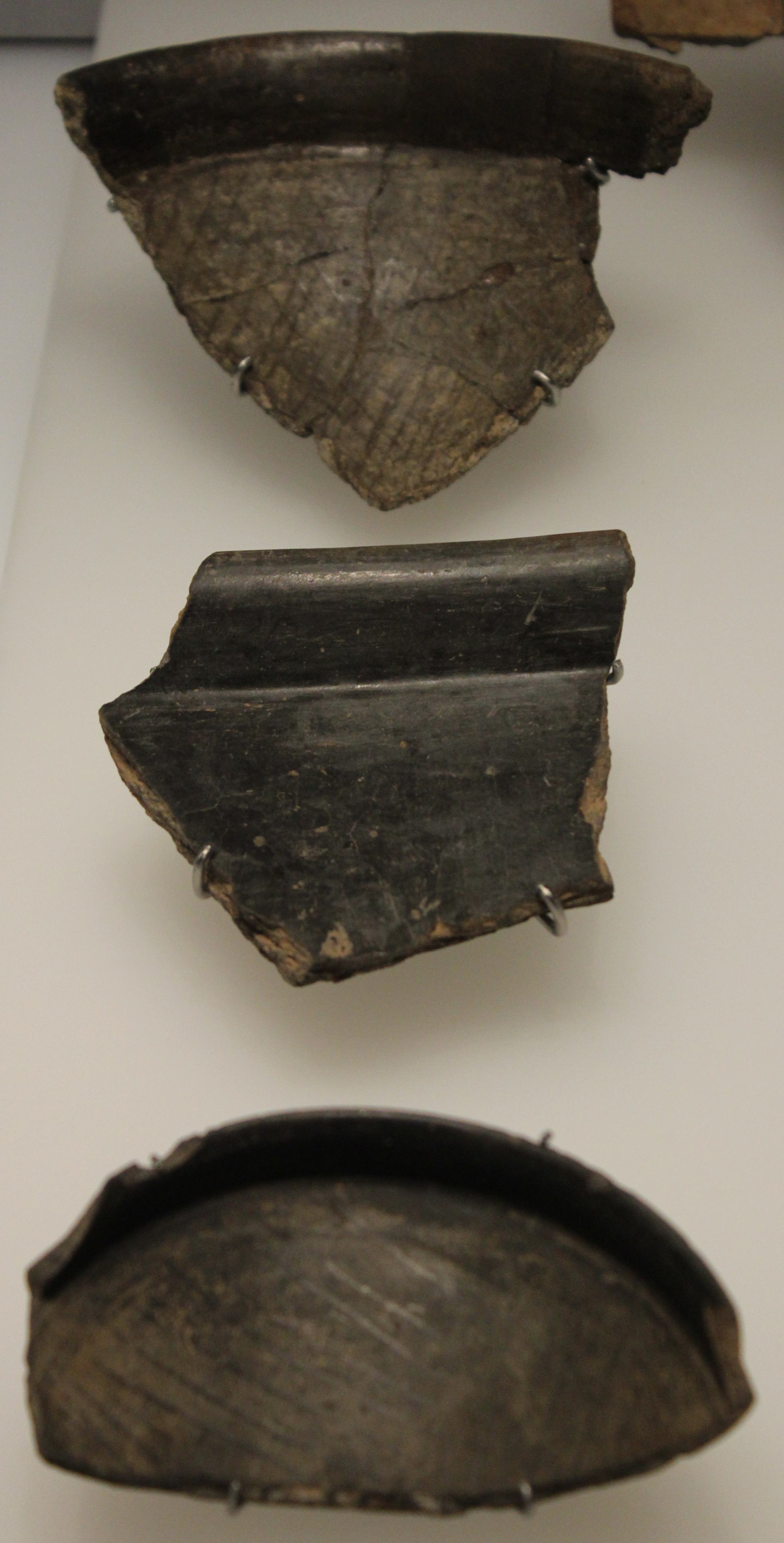
Cerámica de retícula bruñida en el Museo Arqueológico Nacional de España
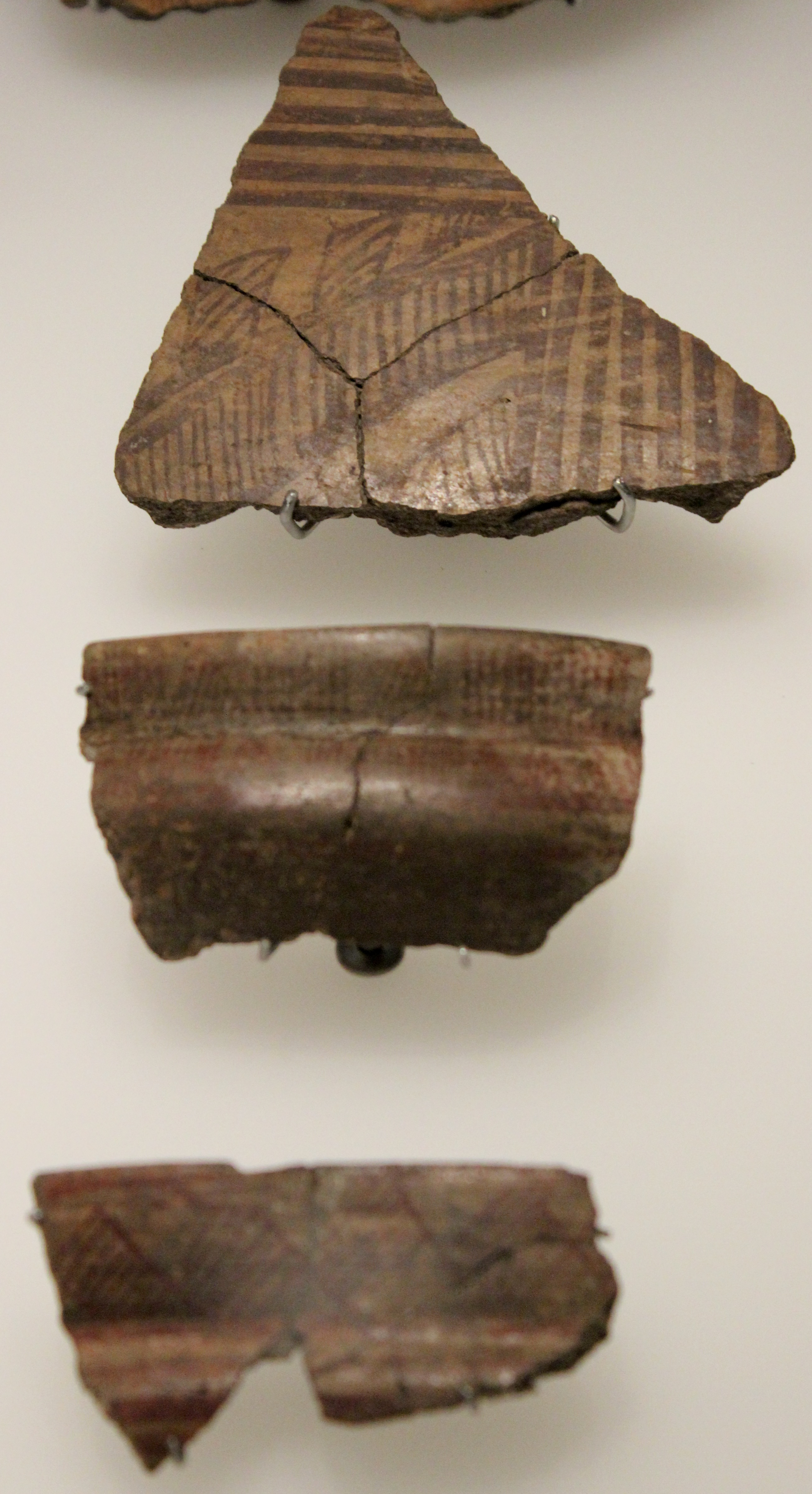
Cerámica de retícula bruñida en el Museo Arqueológico Nacional de España
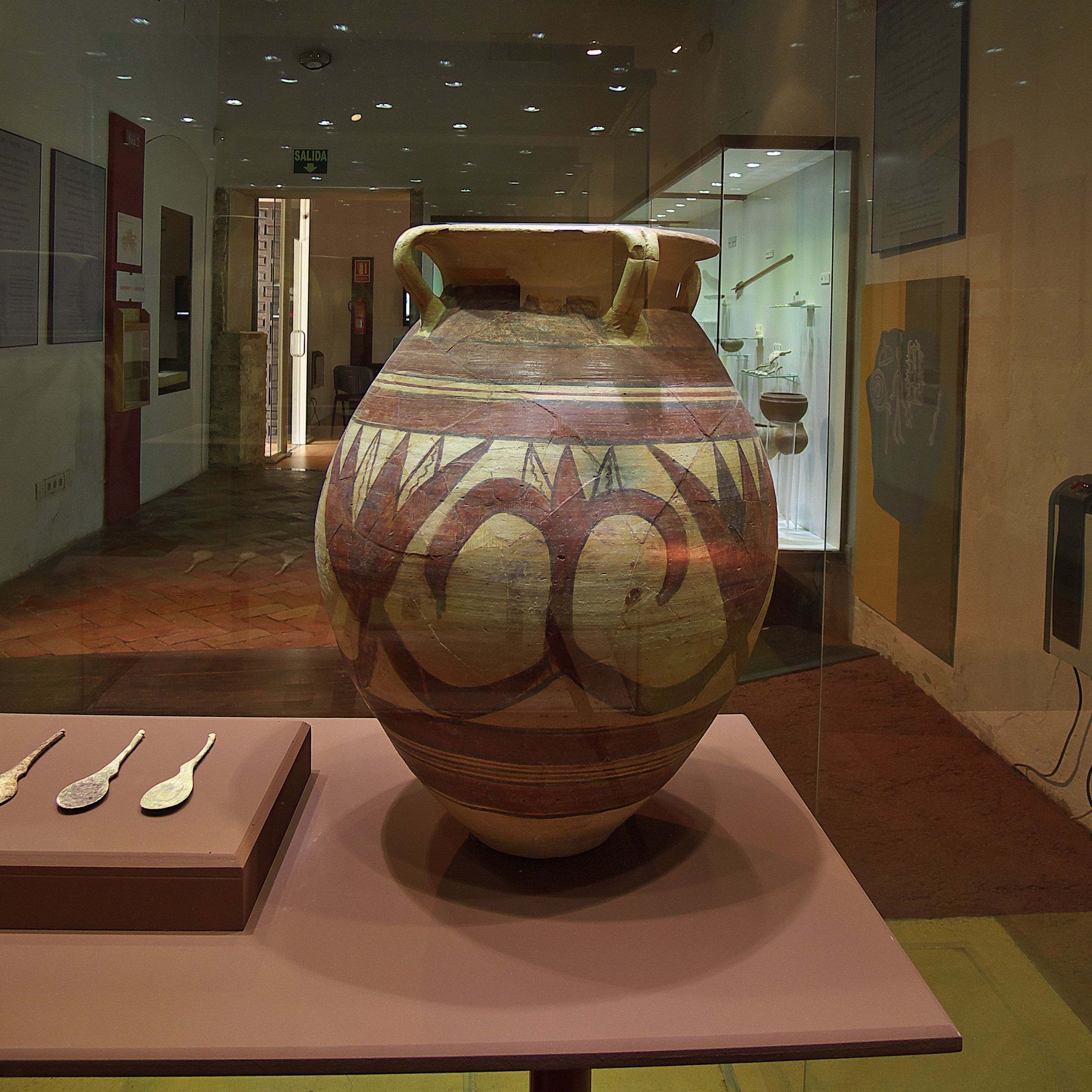
Cerámica ‘orientalizante’, Carmona (siglo VII a.C)